# Halyna Sevruk
Halyna Sylvestrivna Sevruk (en ucraniano: Галина Сильвестрівна Севрук, Samarcanda, 18 de mayo de 1929 - 13 de febrero de 2022) fue una artista ucraniana que fue particularmente notable por sus cerámicas y mosaicos. Su arte a menudo incorporaba temas relacionados con la historia y la cultura ucranianas. Fue miembro de los Sixtiers, un movimiento disidente de intelectuales en la Unión Soviética durante la década de 1960.

## Biografía
Sevruk nació en Uzbekistán de padres polaco-ucranianos. La familia se mudó a Járkov un año después de su nacimiento, y a Kiev en 1944.
Sevruk estudió pintura con Hryhorii Svitlytskyi y Yurii Kyianchenko, estudió en la Escuela de Arte Shevchenko y en el Instituto Estatal de Arte de Kiev. En la década de 1960, trabajó como decoradora de edificios para el Fondo de Arte. Desarrolló un sentido para incorporar elementos del arte, la historia, el lenguaje y la literatura ucranianos en su arte. Se unió al Club de La Juventud Creativa en Kiev, fundado por Les Tanyuk, donde encontró artistas de ideas afines que apoyaron sus ideas.

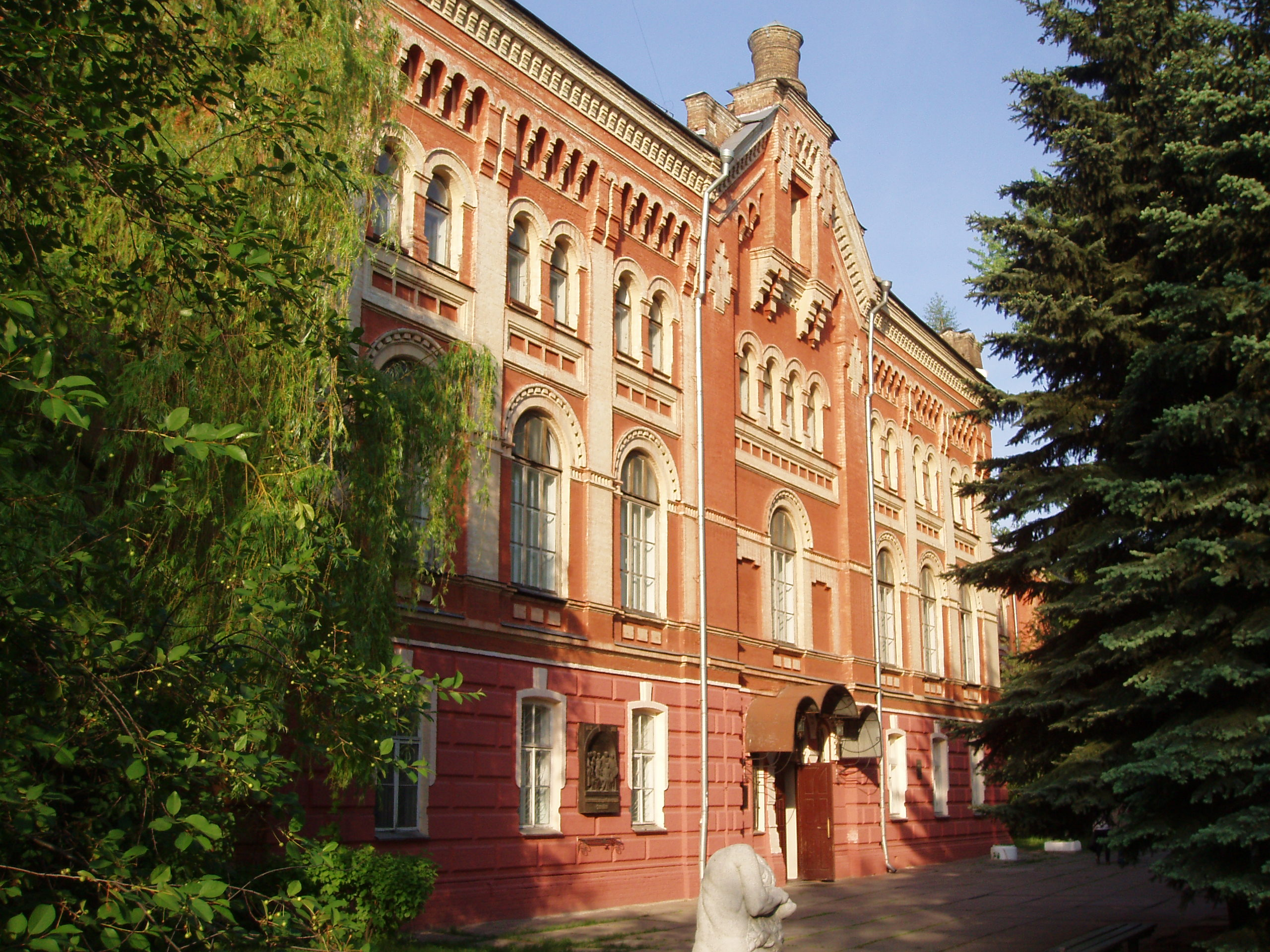
El Instituto Estatal de Arte de Kiev

En 1963, completó "La Canción del Bosque", la primera de varias piezas de mosaico que haría. Otro mosaico, titulado "Lily", fue exhibido en 1964. En el mismo año, también se dedicó a la cerámica, una búsqueda que produciría algunas de sus obras más conocidas. Creó obras de arte monumentales de cerámica para su instalación en instituciones, como el Hotel Chorne More en Odesa y un sanatorio en Jmílnyk.
Sevruk comenzó a ilustrar en tinta, a partir de finales de la década de 1960. Sus ilustraciones aparecieron en varios libros de poesía, incluyendo un libro traducido por Federico García Lorca. En 1968, firmó la Carta de 139, una carta de intelectuales que se oponían a la reversión de las políticas de desestalinización y la persecución de algunos compañeros artistas. En respuesta, fue expulsada de la Unión de Artistas de Ucrania. El estudio de Sevruk fue cerrado, y durante muchos años, se le impidió exponer; sus obras no fueron bienvenidas en museos, galerías o salas de exposiciones. Sevruk fue reintegrado a la Unión más de 20 años después, en 1989.
En la década de 1970, Sevruk experimentó con diferentes materiales en su cerámica y continuó inspirándose en elementos populares y cuentos de hadas. Produjo una serie de pinturas con una nueva manera artística, muchas de las cuales eran homenajes a las personas en sus círculos sociales. En 1970, creó una monumental estela de hormigón armado titulada "El árbol de la vida". Este fue destruido, ya que no cumplía con los estándares estéticos oficiales. En 1984, después de años de no poder exponer debido a sus puntos de vista políticos, Sevruk realizó su primera exposición individual. El espectáculo se llevó a cabo en la Casa-Museo Memorial Hryhorii Svitlytskyi, en la casa de su antiguo maestro en Kiev. En 1987, tuvo una segunda exposición individual en un museo en Podil.
Fue galardonada con el Premio de Arte Andrey Sheptytsky en 1994. Murió en 2022 a la edad de 92 años.